# Stridsvagn fm/31

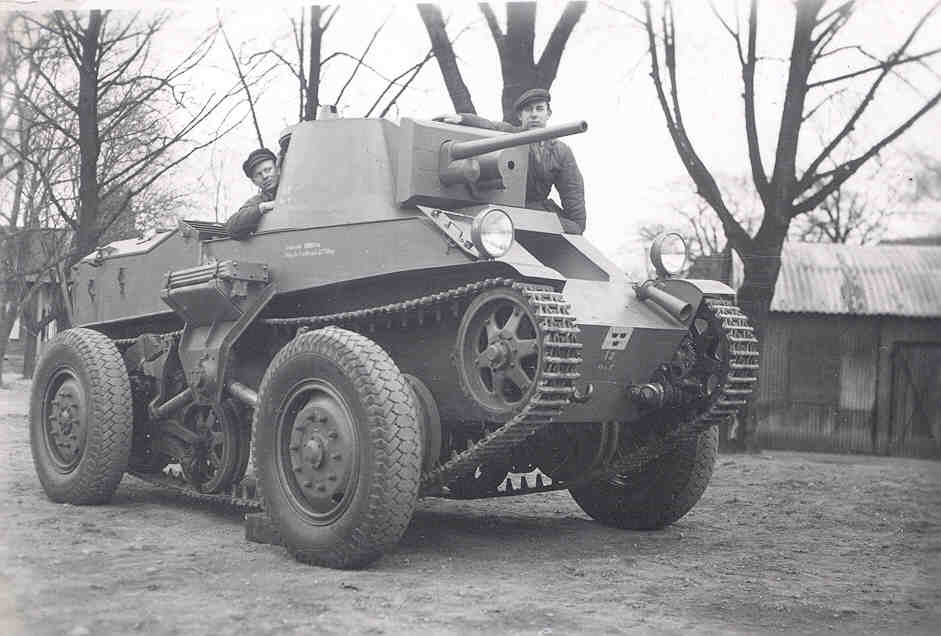

Stridsvagn fm/31 var en försöksmodell av stridsvagn som togs fram för svenska försvaret av AB Landsverk 1931.
AB Landsverk hade omkring 1929 kontaktats av svenska försvaret om att utveckla och tillverka ett mindre antal stridsvagnar för försöksändamål. Även AB Bofors hade tillfrågas och även Morgårdshammar AB kom att visa intresse då de fått kontakt med en österrikisk konstruktör. Sedan deras konstruktör avlidit hade dock Morgårdshammar svårt att fortsätta konkurrensen och då förslagen presenterades i Tyskland 1930 var det Bofors och Landsverk som hade förslag som var intressanta för svenska försvaret. I januari 1931 valdes Landsverk som leverantör av stridsvagnarna, och i oktober beställdes tre stycken försöksfordon L-10 och en L-30, den som kom att benämnas 'Stridsvagn fm/31.
Stridsvagn fm/31 hade ritats av Joseph Vollmer, och hade sitt ursprung i den Leichtraktor L-5 som han tagit fram vid konstruktionsbyrån i Berlin. I Sverige vidareutvecklades den 1930 till L-30. De som skiljde den från den parallellt utvecklade L-10 var att den hade höj- och sänkbara hjul som gjorde att den kunde ställas om mellan band- och hjuldrift. Växlingen kunde ske under förflyttning på mindre än 30 sekunder. Försöksmodellen som beställdes hade ett chassi i vanlig stålplåt och en tornattrapp i trä. Man kunde uppnå den imponerande hastigheten av 35 km/h på band och 75 km/h på hjul. Genom konstruktionen med en framåtförare och en bakåtförare kunde man också snabbt byta riktning. Utvecklingen av stridsvagnar gick dock snabbt. På grund av förseningar hos Landsverk dröjde det till 1935 innan fordonet levererades, och då var konstruktionen redan föråldrad. Den kom att provas ut 1935-1936 och därefter som övningsvagn vid utbildning av förare fram till 1940.